# 대구시립소년소녀합창단
대구시립소년소녀합창단은 1981년 5월에 설립된 대구광역시의 시립예술단체다. 대구광역시 달서구 성당동에 있다.

## 역대 지휘자
- 초대 : 권영우(1981. 5. ~ 1998. 9.)
- 2대 : 이재준(1998. 10. ~ 2004. 10.)
- 3대 : 마원휘(2004. 12. ~ 2007. 9.)
- 4대 : 이재준(2007. 12. ~ 2014. 11.)
- 5대 : 권유진(2014. 12. ~ 2019. 11.)
- 6대 : 김유환(2020. 1. ~ 현재)

## 공연
- 한ㆍ일 청소년교류음악회
- 빈소년합창단 합동음악회
- 2011 대구세계육상선수권대회 개막식
- 2000 세계어린이 합창제
- 2002 월드컵대구대회
- 2003 유니버시아드대회 대구개최기념 해외홍보연주회